# Ogcodes flavescens
Ogcodes flavescens este o specie de muște din genul Ogcodes, familia Acroceridae, descrisă de White în anul 1914.
Este endemică în Tasmania. Conform Catalogue of Life specia Ogcodes flavescens nu are subspecii cunoscute.